# Quilombo Ribeirão da Mutuca
O Quilombo Ribeirão da Mutuca, em Nossa Senhora do Livramento, Mato Grosso, foi certificado como comunidade remanescente de quilombo pela Fundação Cultural Palmares. A comunidade integra o complexo Mata-Cavalo, localizado em uma área ocupada por outras cinco comunidades quilombolas, e sua população é formada por cerca de 130 famílias.